# Mmathethe
Mmathethe è un villaggio del Botswana situato nel distretto Meridionale, sottodistretto di Barolong. Il villaggio, secondo il censimento del 2011, conta 5.078 abitanti.

## Località
Nel territorio del villaggio sono presenti le seguenti 45 località:
- Dikhana di 29 abitanti,
- Dikopanye di 21 abitanti,
- Dintsana di 32 abitanti,
- Direthe di 10 abitanti,
- Dithotana di 51 abitanti,
- Gadinakanyane di 61 abitanti,
- Galonakana di 98 abitanti,
- Galuke/Marapoanche,
- Gamagangwa di 40 abitanti,
- Gamatlhaku di 19 abitanti,
- Gamokope/Phetaba di 118 abitanti,
- Gatampa di 160 abitanti,
- Golokabana di 79 abitanti,
- Kalcon Camp,
- Kgajane di 6 abitanti,
- Kutlokgolo di 4 abitanti,
- Kwau di 11 abitanti,
- Loherwana di 69 abitanti,
- Lokabi di 187 abitanti,
- Maelo,
- Makakakgang di 23 abitanti,
- Mathabaswane di 9 abitanti,
- Mekwele di 101 abitanti,
- Mmadikaloo di 204 abitanti,
- Mmalore di 73 abitanti,
- Mmapulane,
- Mmathethe Cattle Post di 16 abitanti,
- Morwatubana di 68 abitanti,
- Moselebe di 32 abitanti,
- Motlhaba-wa-Dikhana,
- Motlotswana di 17 abitanti,
- Motsentshe,
- Ntsatshetlhana di 26 abitanti,
- Papa ya Morotsi di 23 abitanti,
- Papa-ja-Thama,
- Papa-ya-Morotsi di 5 abitanti,
- Phirientsho di 21 abitanti,
- Ramatlawela di 6 abitanti,
- Sekolopelo di 47 abitanti,
- Seokangwane di 65 abitanti,
- Serogwe di 49 abitanti,
- Tauekaname di 39 abitanti,
- Thipe di 18 abitanti,
- Tladingwane di 9 abitanti,
- Tlolobe di 4 abitanti